# Massive Attack
Massive Attack is een band uit Bristol, Groot-Brittannië, vooral bekend van hits "Unfinished Sympathy", "Risingson" en "Teardrop". Hun muziek kent invloeden uit verschillende genres, gaande van triphop (acid) jazz, hiphop, elektronische muziek en rock tot reggae en klassieke muziek. Door de media wordt de band gezien als belangrijkste pionier in het triphop-genre. Sinds 1987 zijn er wereldwijd meer dan negen miljoen platen verkocht. Ook hebben zij meegewerkt aan platen van onder anderen Madonna, Björk en Everything but the Girl.
In 2007 werd hun song "Teardrop" gebruikt in de reclame van het spel Assassin's Creed. Een bewerkte versie werd in 2004 in de Verenigde Staten gebruikt als themalied voor de serie House. Ook werd hun song "Paradise Circus" in 2010 gebruikt in de Britse televisieserie Luther. Het nummer "Dissolved girl" is hoorbaar in een scene in de film The Matrix, waar Neo voor het eerst Trinity ontmoet.

## Biografie
Massive Attack ontstaat uit het hiphopcollectief The Wild Bunch uit Bristol. Hierin zitten Robert del Naja (aka 3D), Grant Marshall (aka Daddy G), Adrian Thaws (aka Tricky) en Andrew Vowles (aka Mushroom). Het collectief brengt slechts de ep Friends & Countrymen (1987) uit, maar is toch een invloedrijke kracht in de Britse muziekscene van dat moment. Zo is ook Nellee Hooper lid van het collectief. Hij richt later de groep Soul II Soul op en is als producer betrokken bij producties voor onder andere Björk, Madonna en Tina Turner.
Het drietal gaat zijn eigen weg en brengt in 1988 de single Any love uit met zanger Carlton McCarthy en aanvullende productie van Smith & Mighty. In 1988 zijn de 3D en Mushroom ook betrokken bij Raw like sushi van zangeres Neneh Cherry. Ze dragen bij aan de productie van dit zeer succesvolle album. In de videoclip van de hit Buffalo stance is Mushroom achter de draaitafels te zien. Ook maken ze een remix van Manchild. Daarnaast remixen ze de track Live together van Lisa Stansfield.
Het debuutalbum Blue lines (1991) wordt voorafgegaan door de single Daydreaming (1990) waarop Massive Attack een meer klassieke hiphopsound laat horen. Maar ook zangeres Shara Nelson doet voor het eerst mee. De opname van het album vergt flinke offers. De heren moeten hun auto's ervoor verkopen. Een deel van het album wordt opgenomen in het huis van Neneh Cherry, met wie de groep bevriend is. Ze zingt ook op de achtergrond mee op de track Hymn of the big wheel. Ook rapper/producer Tricky, die later een succesvolle solocarrière start, is op het album te horen. Op de achtergrond werkt in de studio ook Geoff Barrow mee, die later Portishead zal oprichten. Tot slot is er reggaezanger Horace Andy, hij is vanaf dat moment te gast op ieder album. In het voorjaar van 1991 ligt het album in de winkels. De plaat wordt door de media zeer enthousiast ontvangen. De mix van hiphop, soul, reggae, dub en dance wordt als bijzonder vernieuwend gezien.
Vanwege de Golfoorlog (1990-1991) en de publieke druk om woorden in verband met oorlog te vermijden, wordt de naam van de band op hun platen tijdelijk weergegeven als Massive. De groepsnaam is niet gewijzigd, maar de naam werd niet meer in zijn geheel op hoes en label afgebeeld. Het gedoe rondom de naam heeft geen invloed op het succes. De single Unfinished sympathy schiet in meerdere landen naar de toppen van de hitlijsten. Opvallend is de videoclip die in een shot is opgenomen. Ook de single Safe from harm wordt een grote hit.
De media zijn razend enthousiast over de nieuwe sound. Al snel wordt het label triphop erop geplakt. Gedurende de jaren negentig worden er vele triphopgroepen opgericht. Ook artiesten in andere dancegenres experimenteren met triphop op hun albums. Maar het meest succesvol zijn Portishead en Tricky, die op Blue lines al min of meer betrokken waren. Het triphopgenre bereikt in de periode 1994-1995 een hoogtepunt in populariteit. Rond deze tijd brengt de groep Protection uit, dat in succes weinig onder doet voor Blue lines. Op het album wordt samengewerkt met Tracey Thorn, Nicolette en Tricky. In 1995 maakt Mad professor er een dubversie van die No protection heet. In deze periode worden ze ook door Madonna gevraagd om een track te produceren. De track I want you is de single bij Madonna's compilatie van ballads Something to remember. Massive Attack maakt ook enkele remixes. Een van de bekendere daarvan is Face A La Mer (1993) van Les Négresses Vertes. Deze zal in de jaren daarna op diverse compilatiealbums verschijnen.
Het derde album komt moeizaam tot stand. De drie leden liggen geregeld overhoop met elkaar over de te volgen muzikale koers. Het is vooral 3D die zijn zin doordrukt. Zijn koers is duidelijk te horen op het album Mezzanine dat in het voorjaar van 1998 uitkomt. Op het album klinkt de band duisterder, agressiever en naargeestiger dan ooit. Het ooit soulvolle stadse geluid wordt ingeruild door een nachtmerrie-achtige sfeer die voor de fans behoorlijk wennen is. De media beschouwen Mezzanine echter als een meesterwerk en het album wordt ook commercieel weer succesvol. De ballad Teardrop, gezongen door Elizabeth Fraser van Cocteau Twins, wordt mede vanwege de opvallende videoclip, een hit.
De onvrede over de koers leidt in 1999 tot het vertrek van Mushroom. Daddy G. blijft, al zijn de problemen nog niet voorbij. Ook de opvolger van Mezzanine komt moeizaam tot stand. Daddy G. wordt tijdens het opnameproces buitenspel gezet. In de tussentijd doet 3D enkele opvallende samenwerkingen. In 2000 werkt hij samen met Liam Howlett van The Prodigy, met wie hij goed bevriend is. Ze nemen de track No souvenirs op voor de soundtrack van de film The Beach. Ze vinden de track echter niet passen op de soundtrack en trekken zich terug tot teleurstelling van de fans. De track wordt vooruitgeschoven naar een nieuw abum van The Prodigy maar zal uiteindelijk nooit officieel verschijnen. In 2002 verschijnt de track I against I met rapper Mos Def. De track is voor de soundtrack van de film Blade II] en staat op de B-kant van de single Special cases.
Vrijwel alleen neemt 3D het album 100th Window op. Daarmee begint hij al in 1999 maar in 2002 begint hij geheel opnieuw omdat hij ontevreden is over het geluid. Daddy G. heeft geen enkele bijdrage aan het album gedaan maar blijft wel live betrokken. Op het album is ook Sinead O'Connor te gast. Rond deze periode bemoeit 3D zich ook met de politiek. Zo is hij een felle tegenstander van de inval in Irak door de regering van Tony Blair. Hij komt in 2003 in de problemen wegens beschuldigen van het bezit van kinderporno. Hij blijkt onschuldig, maar wordt wel veroordeeld voor bezit van drugs en mag zodoende enkele jaren de VS niet in.
Daddy G. heeft zich in de tussentijd beziggehouden met zijn dj-carrière. Zo mag hij in 2004 een DJ-Kicks verzamelaar mixen. In interviews geeft hij aan dat zijn rol in Massive Attack beperkt is geworden door de dominante rol van 3D. Hij geeft ook aan Massive Attack trouw te blijven. In 2004 krijgen ze de eer om een soundtrack-album op te nemen. Voor de film Unleashed wordt het album Danny the dog opgenomen. Het is het eerste volledig instrumentale werk hen. Daarnaast werd nog de track Aftersun opgenomen met Dot Allison. In deze periode organiseren ze met enkele andere artiesten een aantal benefietconcerten. Met het eerste concert wordt geld opgehaald op de slachtoffers van de Tsunami in 2004. De tweede is om Palestijnse vluchtelingen te helpen. In 2006 wordt een best-of verzamelaar uitgebracht. De verzamelaar bevat een nieuwe track. Op Live with me wordt met Terry Callier samengewerkt. Voor Callier produceert 3D ook enkele nummers op zijn album Hidden Conversations (2009).
Er wordt lang gewerkt aan een vijfde studioalbum. Daddy G. is daarbij weer inhoudelijk betrokken. Veel tracks worden geproduceerd, maar niet allemaal goed genoeg bevonden. Zo belanden tracks met Liz Fraser, Beth Orton en Mike Patton in de prullenbak. De ep Splitting the atom is in de zomer van 2009 een voorproefje van Heligoland dat in de winter van 2010 in de winkels ligt. Gasten op dit album zijn Martina Topley-Bird en Damon Albarn. Samen met dubstepproducer Burial brengen ze in 2011 enkele remakes van Heligoland-materiaal uit op de gelimiteerde ep Four walls. 3D blijft zich in de tussentijd bemoeien met politieke issues. Zo doet hij in de zomer van 2011 controversiële uitspraken over de London Riots. Ook steunt hij de Occupy-beweging, die volgens hem nodig is om de politiek onder druk te zetten om iets aan het ontspoorde financiële en economische systeem te doen. Om de Occuppy-ers te steunen in hun strijd, geeft hij samen met Thom Yorke van Radiohead een dj-set bij het Londense kamp.

### Huidige leden
- Robert del Naja - 3D
- Grant Marshall - Daddy G
- Adrian Thaws - Tricky

### Voormalige leden
- Shara Nelson
- Andrew Vowles - Mushroom
- Horace Andy

## Discografie

### Albums
| Album met eventuele hitnotering(en) in de Nederlandse Album Top 100 | Datum van verschijnen | Datum van binnenkomst | Hoogste positie | Aantal weken | Opmerkingen   |
| ------------------------------------------------------------------- | --------------------- | --------------------- | --------------- | ------------ | ------------- |
| Blue lines                                                          | 08-04-1991            | 27-04-1991            | 21              | 15           |               |
| Protection                                                          | 1994                  | 22-10-1994            | 76              | 10           |               |
| Mezzanine                                                           | 20-04-1998            | 02-05-1998            | 20              | 25           |               |
| 100th Window                                                        | 2003                  | 15-02-2003            | 9               | 15           |               |
| Collected                                                           | 24-03-2006            | 01-04-2006            | 19              | 11           | Verzamelalbum |
| Heligoland                                                          | 05-02-2010            | 13-02-2010            | 5               | 9            |               |

| Album met hitnotering(en) in de Vlaamse Ultratop 200 albums | Datum van verschijnen | Datum van binnenkomst | Hoogste positie | Aantal weken | Opmerkingen   |
| ----------------------------------------------------------- | --------------------- | --------------------- | --------------- | ------------ | ------------- |
| Mezzanine                                                   | 20-04-1998            | 25-04-1998            | 4(2wk)          | 28           |               |
| 100th Window                                                | 07-02-2003            | 15-02-2003            | 1(2wk)          | 13           |               |
| Danny the dog                                               | 11-10-2004            | 30-10-2004            | 65              | 4            | Soundtrack    |
| Collected                                                   | 24-03-2006            | 01-04-2006            | 1(3wk)          | 25           | Verzamelalbum |
| Heligoland                                                  | 05-02-2010            | 13-02-2010            | 1               | 16           |               |
| Blue lines                                                  | 08-04-1991            | 01-12-2012            | 81              | 6            |               |

### Singles
| Single met eventuele hitnotering(en) in de Nederlandse Top 40 | Datum van verschijnen | Datum van binnenkomst | Hoogste positie | Aantal weken | Opmerkingen               |
| ------------------------------------------------------------- | --------------------- | --------------------- | --------------- | ------------ | ------------------------- |
| Any love                                                      | 1988                  | -                     |                 |              |                           |
| Daydreaming                                                   | 15-10-1990            | -                     |                 |              |                           |
| Unfinished sympathy                                           | 11-02-1991            | 23-03-1991            | 1(1wk)          | 10           | als Massive / Alarmschijf |
| Safe from harm                                                | 28-05-1991            | 29-06-1991            | 28              | 3            |                           |
| Sly                                                           | 17-10-1994            | -                     |                 |              |                           |
| Protection                                                    | 09-01-1995            | -                     |                 |              |                           |
| Teardrop                                                      | 27-04-1998            | 30-05-1998            | tip9            | -            |                           |
| Angel                                                         | 13-07-1998            | -                     |                 |              |                           |
| Special cases                                                 | 24-02-2003            | -                     |                 |              |                           |

| Single met hitnotering(en) in de Vlaamse Ultratop 50 | Datum van verschijnen | Datum van binnenkomst | Hoogste positie | Aantal weken | Opmerkingen       |
| ---------------------------------------------------- | --------------------- | --------------------- | --------------- | ------------ | ----------------- |
| Unfinished sympathy                                  | 11-02-1991            | 13-04-1991            | 15              | 7            |                   |
| Risingson                                            | 07-07-1997            | 02-08-1997            | 43              | 1            |                   |
| Tear Drop                                            | 24-04-1998            | 16-05-1998            | tip17           | -            |                   |
| Live with me                                         | 10-03-2006            | 11-03-2006            | tip2            | -            |                   |
| Psyche (Flash Treatment)                             | 05-10-2009            | 10-10-2009            | tip17           | -            |                   |
| Paradise circus                                      | 11-01-2010            | 20-02-2010            | 33              | 2            | met Hope Sandoval |
| Ritual spirit                                        | 29-01-2016            | 06-02-2016            | tip             | -            | & Azekel          |
| The spoils                                           | 29-07-2016            | 10-09-2016            | tip             | -            | met Hope Sandoval |

### NPO Radio 2 Top 2000
| Nummers met noteringen in de NPO Radio 2 Top 2000 | '09 | '10 | '11 | '12 | '13 | '14 | '15 | '16 | '17 | '18 | '19 | '20 | '21 | '22 | '23 | '24 |
| ------------------------------------------------- | --- | --- | --- | --- | --- | --- | --- | --- | --- | --- | --- | --- | --- | --- | --- | --- |
| Teardrop                                          | -   | -   | -   | -   | -   | 716 | 607 | 608 | 534 | 520 | 641 | 655 | 702 | 635 | 672 | 595 |
| Unfinished Sympathy                               | 587 | 532 | 522 | 383 | 370 | 389 | 376 | 337 | 368 | 457 | 519 | 544 | 536 | 559 | 571 | 566 |

1. ↑  Een '-' betekent dat het nummer niet was genoteerd en een vetgedrukt getal geeft de hoogste notering van een nummer aan.
2. ↑  2009 was het eerste jaar met een notering voor Massive Attack.

### Ep's
- Massive attack (10-02-1992)
- Karmacoma (20-03-1995)
- Inertia creeps (21-09-1998)
- Butterfly caught (16-06-2003)
- Ritual Spirit (28-01-2016)

### Tracklists per album

#### Blue Lines (1991) (1e studioalbum)
1. Safe From Harm (5:16)
2. One Love (4:48)
3. Blue Lines (4:21)
4. Be Thankful For What You’ve Got (4:09)
5. Five Man Army (6:04)
6. Unfinished Sympathy (5:08)
7. Daydreaming (4:14)
8. Lately (4:26)
9. Hymn Of The Big Wheel (6:36)

#### Protection (1994) (2e studioalbum)
1. Protection (7:52)
2. Karmacoma (5:18)
3. Three (3:39)
4. Weather Storm (5:00)
5. Spying Glass (5:23)
6. Better Things (4:21)
7. Eurochild (5:07)
8. Sly (5:27)
9. Heat Miser (3:41)
10. Light My Fire (live) (3:15, cover van The Doors)

#### No Protection: Massive Attack vs.Mad Professor(1995)(remix)
1. Protection (Radiation Ruling The Nation) (8:35)
2. Karmacoma (Bumper Ball Dub) (5:59)
3. Three (Trinity Dub) (4:22)
4. Weather Storm (Cool Monsoon) (7:10)
5. Sly (Eternal Feedback) (6:26)
6. Better Things (Moving Dub) (5:57)
7. Spying Glass (I Spy) (5:07)
8. Heat Miser (Backward Sucking)(6:16)

#### Mezzanine (1998) (3e studioalbum)
1. Angel (6:20)
2. Risingson (4:58)
3. Teardrop (5:30)
4. Inertia Creeps (5:56)
5. Exchange (4:11)
6. Dissolved Girl (6:06)
7. Man Next Door (5:56)
8. Black Milk (6:21)
9. Mezzanine (5:56)
10. Group Four (8:12)
11. (Exchange) (4:10)

#### 100th Window (2003) (4e studioalbum)
1. Future Proof (5:40)
2. What Your Soul Sings (6:40)
3. Everywhen (7:39)
4. Special Cases (5:11)
5. Butterfly Caught (7:36)
6. Prayer For England (5:47)
7. Smalltime Shot Away (7:59)
8. Name Taken (7:50)
9. Antistar (8:18)

#### Danny the Dog (2004)(Soundtrack)
1. Opening Title (1:10)
2. Atta Boy (1:29)
3. P Is For Piano (1:57)
4. Simple Rules (1:20)
5. Polaroid Girl (2:59)
6. Sam (3:08)
7. One Thought At A Time (4:23)
8. Confused Images (1:59)
9. Red Light Means Go (2:04)
10. Collar Stays On (1:51)
11. You've Never Had A Dream (2:46)
12. Right Way To Hold A Spoon (3:19)
13. Everybody's Got A Family (1:29)
14. Two Rocks And A Cup Of Water (2:32)
15. Sweet Is Good (1:33)
16. Montage (1:54)
17. Everything About You Is New (2:25)
18. The Dog Obeys (2:20)
19. Danny The Dog (5:53)
20. I Am Home (4:14)
21. The Academy (1:47)

#### Collected (2006)(Best of)
1. Safe From Harm
2. Unfinished Sympathy
3. Daydreaming
4. Protection
5. Sly
6. Karmacoma
7. Better Things
8. Risingson
9. Teardrop
10. Angel
11. Inertia Creeps
12. What Your Soul Sings
13. Future Proof
14. Live with me (nieuw nummer)

#### Heligoland (2010)
1. Pray for Rain (met Tunde Adebimpe)
2. Babel (met Martina Topley-Bird)
3. Splitting the Atom (met Grant Marshall, Horace Andy en Robert Del Naja)
4. Girl I Love You (met Horace Andy)
5. Psyche (met Martina Topley-Bird)
6. Flat of the Blade (met Guy Garvey)
7. Paradise Circus (met Hope Sandoval)
8. Rush Minute (met Robert Del Naja)
9. Saturday Come Slow (met Damon Albarn)
10. Atlas Air (met Robert Del Naja)